# Teodor Stamati
Teodor Stamati (n. 13 februarie 1812 – d. 13 decembrie 1852) a fost un cărturar și pedagog român. A fost profesor de fizică și matematică la Academia Mihăileană, unde a înființat în 1840 un laborator de fizică pentru demonstrații experimentale. Este autorul primului manual de fizică în limba română, Fizica elementară pentru clasele colegiale din Prințipatul Moldovei (1849), și al unui Disionăraș românesc de cuvinte tehnice și altele greu de înțeles (1851). A avut o activitate bogată în domeniul învățământului și culturii.

## Biografie
Teodor Stamati s-a născut la 13 februarie 1812. A fost unul dintre tinerii săraci și cu dispoziție pentru învățătură selecționați în 1828 ca interni la Gimnaziul Vasilian. În 1832 se afla printre cei șapte candidați la posturile de institutori de județe, iar în 1833 devenise profesor la clasa elementară a gimnaziului. În același an a redactat o petiție în care cerea ca, împreună cu alți tineri, să fie trimis la studii în străinătate; Epitropia Învățăturilor a decis că mai întâi ei trebuie să învețe limba germană.
Împreună cu ceilalți bursieri, Stamati a plecat în 1834 la Viena. La Universitatea din Viena a studiat în anul întâi matematică elementară, filosofie, logică, metafizică și mineralogie, iar în anul al doilea filosofie morală, fizică (dinamică, statică, acustică, optică), chimie, geometrie analitică, istorie și filologie. În arhiva Universității este documentat faptul că a absolvit studiile facultății de filosofie din anii 1834–1835, 1835–1836 și 1836–1837, iar apoi a dat cele trei examene rigurosum cerute pentru diploma de doctor în filosofie: filosofie teoretică și practică (3 noiembrie 1837), fizică și matematică (26 ianuarie 1838), istorie universală și austriacă (27 aprilie 1838). La 7 mai 1838 a primit diploma de doctor în filosofie: „... D. Theodorus Stamaty in Doctorem Philosophiae promotus est.”
Întors la Iași în 1838, Stamati a fost numit profesor la catedra de filosofie de la Academia Mihăileană, unde preda în anul I matematici elementare iar în anul II fizică teoretică și experimentală. A solicitat fonduri pentru tipărirea de manuale necesare studiului și pentru cumpărarea de aparate de fizică pentru demonstrații experimentale, dar s-a lovit de politica de economii a Epitropiei Învățăturilor. A reușit totuși să instaleze la Academie un cabinet de fizică și chimie, la care erau primiți să facă experiențe și elevii. A tipărit câteva cărți, printre care Fizica elementară și Dicționăraș de cuvinte technice. S-a ținut la curent cu progresul științific din străinătate și a publicat articole de popularizare. A făcut observații meteorologice regulate (1839–1847), publicate în revista Albina Românească. A publicat și câteva note științifice originale.
Ca membru în Comitetul Academic (1838–1847) a avut, alături de Gheorghe Asachi, un rol important în hotărârile ce priveau Academia. În 1845 a îndeplinit funcția de inspector școlar, fiind însărcinat să viziteze toate școlile din Iași; în memoriul publicat în revista Convorbiri literare a făcut o critică judicioasă a organizării învățământului vremii, însoțită de propuneri de îmbunătățire. Printre altele, cerea un program de studii progresiv pe o durată de 12 ani, trimiterea de tineri în străinătate, tipărirea de cărți de studiu în limba română, recrutarea riguroasă a profesorilor și asigurarea stării lor materiale. Pentru meritele sale didactice, Teodor Stamati a fost ridicat la rangul de paharnic.
În 1847 activitatea Academiei a fost redusă de domnitorul Mihail Sturza, din motive politice, și pentru Teodor Stamati a început o perioadă de dificultăți materiale, care avea să țină până în 1851, când situația a revenit la normal. A decedat la 13 decembrie 1852, la Iași. În necrologul său, Gheorghe Asachi scria: „Înmormântarea s'au făcut luni în 15 Dek. la biserica Academiei, cu toată solenitatea scolastică de Arhiereul Genadie în ființa înaltului cleru, a corpului profesoral și școlar, la care ocazie D. August Trebonie Laurianu, general inspector a tuturor școalelor Moldovei, au rostit un discurs pătrunzătoru, ce au înduioșat toată adunarea [...].”

## Tipărituri
S-au păstrat următoarele cărți scrise de Teodor Stamati:
- Abețedaru franțezo-românesc, Tipografia Albina, Iași, 1833.
- Manual de silabit pentru începători, Iași, 1845.
- Manual de Istoria naturală, Tipografia Albina, Iași, 1848.
- Fizica elementară, Tipografia Albina, Iași, 1849.
- Dicționăraș de cuvinte technice, 1850.[11]
- Vocabulariu de limba germană și română, Tipografia Buciumului Romînu, Iași, 1852.
- Pepelea sau tradiciuni năciunare românești, culese, înorânduite și adăugite de Dokt. T. Stamati, Tipografia Bucium. Rom., Iași, 1851.

Titlurile enumerate, afară de primul și ultimul, sunt manuale didactice, utilizate pentru cursurile ținute la Academia Mihăileană. Alte două titluri sunt note științifice:
- Nou chip de a amalgama frecătorii mașinei electrice, Albina Românească, Nr. 44, p. 173, 1843.
- Ceasornic de soare, Albina Românească, Nr. 45, p. 177, 1843.

La acestea se adaugă un număr de articole de vulgarizare științifică (în Albina Românească, Gazeta de Moldavia, Icoana Lumei, Povățuitorul sănătății) și scurte notițe meteorologice (în Albina Românească). O serie de articole de fizică nesemnate (în Icoana Lumei și Gazeta de Moldavia) sunt de asemenea atribuite lui Stamati.

## Fizica elementară pentru clasele colegiale din Prințipatul Moldovei

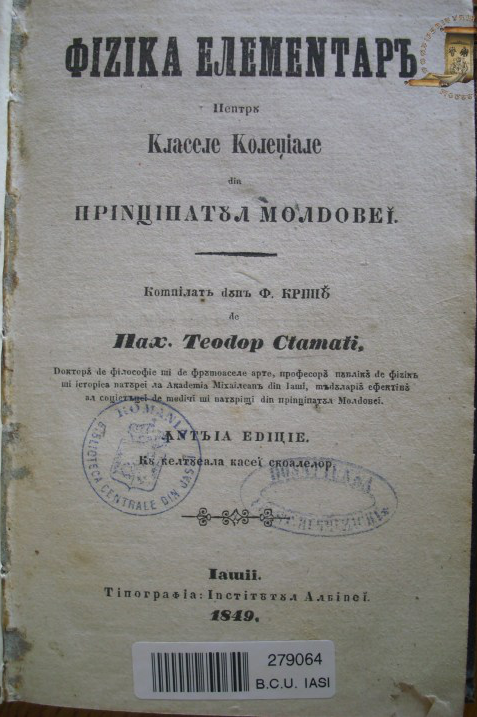
Fizica elementară – pagina de titlu

Cartea, care conține materialul din cursul de fizică predat de Teodor Stamati la Academia Mihăileană, este primul manual de fizică tipărit în limba română. Autorul afirmă că ea ar fi compilată după F. Crișu; probabil se referă la F. Kries, autor german al unui Lehrbuch der Physik. După „scara” de materii, precuvântare și introducere, conținutul e prezentat în trei părți:
- Fizica Generală, Despre trupurile solide și fluide – o expunere elementară a mecanicii;
- Fizica Spețială – fenomene chimice, luminoase, calorifice, electrice și magnetice;
- Fizica Aplicată – geografie fizică și elemente de meteorologie.

Limbajul științific al vremii, în fază de formare, nu dispunea de termenii de specialitate necesari. Autorul a trebuit să își creeze terminologia, uneori traducând din limba germană, alteori adoptând sau adaptând expresii neaoșe (pe care dezvoltarea ulterioară a limbajului, urmând modelul internațional, nu le-a păstrat):
| - repegiune = viteză - pripire = accelerație - desime = densitate - nepătrunzime = impenetrabilitate - ispitire = atracție - rădicătoriu = pârghie - scripț = scripete - boambă = sferă - osie = ax - cumpănă = balanță | - vorbariu = cornet acustic - chip = imagine - frângerea (luminei) = reflecție - răsfrângerea (luminei) = refracție - amăgiri optice = iluzii optice - linți bulbucate = lentile convexe - linți găvănate = lentile concave - covrigarea (razelor) = curbarea - măiestrit = artificial - părut = aparent |

Stamati s-a confruntat și cu problema transformării unităților de măsură străine în unități moldovenești, pe care o rezolvă în „câteva însemnări despre măsurile moldovenești și raportul lor la cele franțuzești și de Viena”:
- palma domnească = 8 palmace = 28 centimetre = 124 122/1000 linii a urmei de Paris = 127 6/5 linii de a Vienii = 10 țol = 7 3/5 linii
- oca = 4 litre = 400 dramuri = 1280 grame = 1 7/25 kilograme = 21016 grane = 2 13/28 funduri de Viena = 73 1/7 loți